# Nikołaj Sołłohub
Nikołaj Władimirowicz Sołłohub (także Sołłogub, ros. Никола́й Влади́мирович Соллогу́б; ur. 4 maja?/16 maja 1883, zm. 7 sierpnia 1937) – rosyjski, a później radziecki, wojskowy, komdiw.
Pochodził z jednej z gałęzi starego rodu polsko-litewskiego, zrusyfikowanej w XIX wieku. Ukończył Nikołajewską Akademię Sztabu Generalnego.

## Życiorys
Walczył w czasie I wojny światowej. W czerwcu 1918 roku wstąpił do Armii Czerwonej. W czasie wojny polsko-bolszewickiej, od 14 sierpnia 1919 dowódca 16 Armii. Bezskutecznie próbował zdobyć Warszawę. Podczas odwrotu znad Wisły jego armia uległa kompletnemu rozbiciu 22 sierpnia podczas bitwy białostockiej. Mimo tych niepowodzeń uważany za jednego z najzdolniejszych dowódców sowieckich tego okresu. Szef sztabu Frontu Zachodniego u M. Tuchaczewskiego. W 1922 został oskarżony o spisek, aresztowany i zwolniony z wojska. Po śledztwie zrehabilitowany i przywrócony do służby. W 1937 roku padł ofiarą czystek stalinowskich w armii (według innych źródeł zmarł śmiercią naturalną).

## Odznaczenia
- Order Świętego Włodzimierza IV klasy
- Order Świętej Anny II klasy
- Order Świętego Stanisława II klasy
- Order Świętej Anny III klasy
- Order Świętego Stanisława III klasy
- Order Świętej Anny IV klasy
- Order Czerwonego Sztandaru
- Order Czerwonego Sztandaru Pracy